# Kunkovice
Kunkovice település Csehországban, Kroměříži járásban. Kunkovice Chvalnov-Lísky, Litenčice, Nítkovice, Brankovice, Nemochovice és Kožušice településekkel határos. Lakosainak száma 76 fő (2024. január 1.).

## Népesség
A település lakosságának változását az alábbi diagram mutatja:
| Lakosok száma | 370  | 378  | 360  | 233  | 151  | 52   | 56   | 83   | 80   | 76   |
|               | 1869 | 1900 | 1921 | 1961 | 1980 | 2011 | 2016 | 2019 | 2021 | 2024 |